# Седлиська (Опольський повіт)
Седлиська (пол. Siedliska) — село в Польщі, у гміні Домброва Опольського повіту Опольського воєводства.
Населення — 125 осіб (2011).

## Демографія
Демографічна структура станом на 31 березня 2011 року:
|          | Загалом | Допрацездатний вік | Працездатний вік | Постпрацездатний вік |
| -------- | ------- | ------------------ | ---------------- | -------------------- |
| Чоловіки | 68      | 14                 | 47               | 7                    |
| Жінки    | 57      | 9                  | 38               | 10                   |
| Разом    | 125     | 23                 | 85               | 17                   |